# Laquearius
Le Laquearius, Laqueator (pluriel Laquerii) ou Laquéaire est un type de gladiateur qui n'avait pour toute arme qu'un nœud coulant, avec lequel il tâchait d'étrangler son adversaire. 

## Armement
- Lasso
- Lacet étrangleur

## Protection
Il avait comme protection une manica qu'il portait au bras droit.

## Technique de combat
- Immobilisation